# 유하오 (1983년)
유하오(중국어 정체자: 游顥, 병음: Yóu Hào, 1983년 9월 11일 ~ )는 타이완의 정치인이다. 2024년 난터우현 제2선거구의 입법위원으로 당선된다.